# 圣马提亚群岛

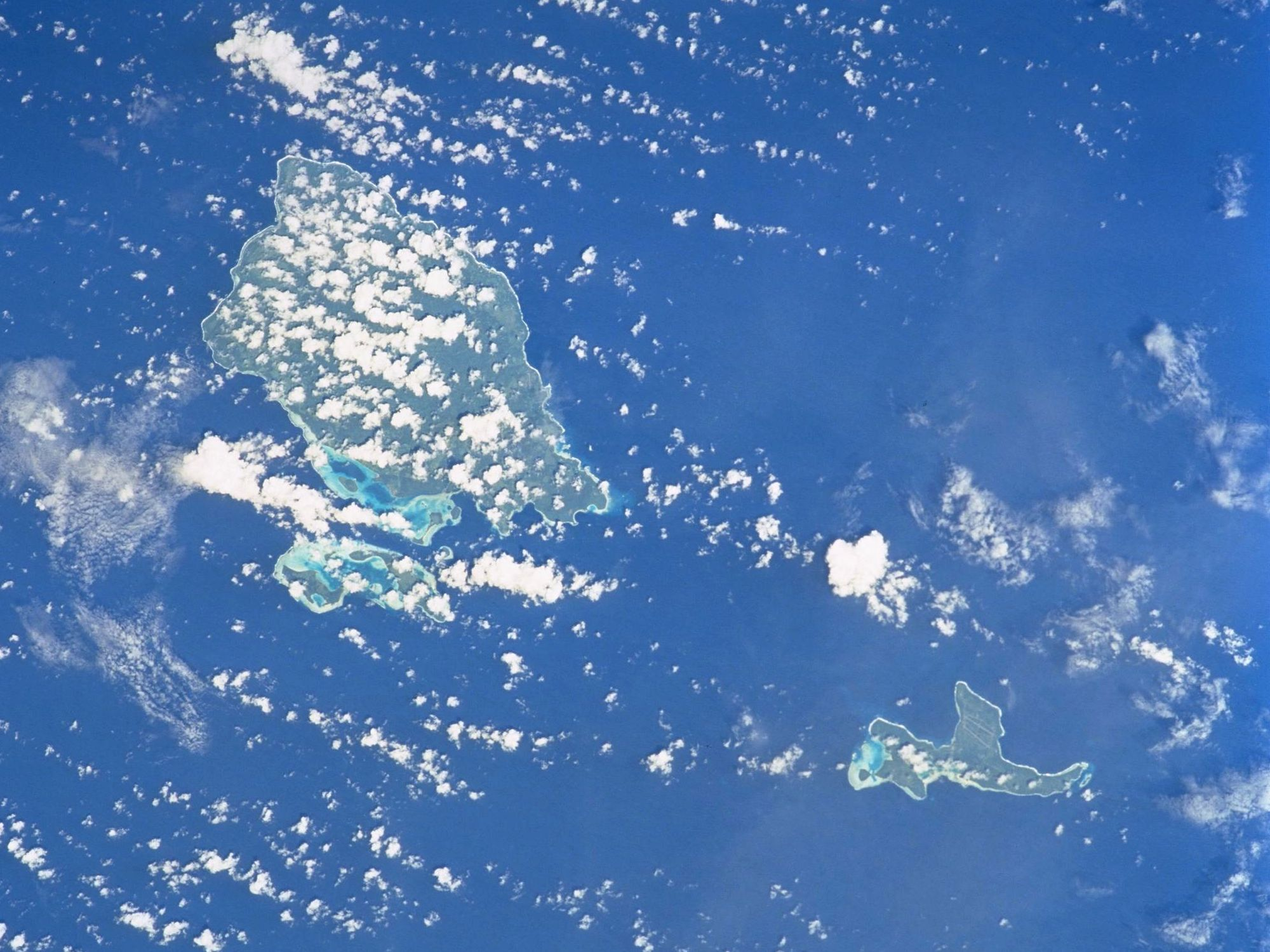
聖穆紹群島衛星圖，穆紹島位於左側

圣马提亚群岛是巴布亞新畿內亞新愛爾蘭省的群島，位於新愛爾蘭島以北的太平洋海域，屬於俾斯麥群島的一部分，由穆紹島和另7座火山島組成。
1°35′S 149°49′E / 1.583°S 149.817°E